# Ilona Hollós
Ilona Hollós (2. března 1920 Oradea, Rumunsko – 1. června 1998 Budapešť, Maďarsko) byla maďarská zpěvačka taneční a populární hudby.

## Život a kariéra
Narodila se 2. března 1920 v Oradei v Rumunsku. V letech 1938–1943 studovala na budapešťském hudebním gymnáziu Bély Bartóka u Anny Medekové. Debutovala v roce 1944 jako zpěvačka Holéczy-bandu a od roku 1947 vystupovala sólově. Do začátku šedesátých let byla velmi poulární. Po generační obměně v populární hudbě začátkem šedesátých let se stáhla do ústraní, její hity se však v rozhlase hrály ještě dlouho poté. Do důchodu odešla v roce 1975.